# Chondrostylis
Chondrostylis är ett släkte av törelväxter. Chondrostylis ingår i familjen törelväxter.
Kladogram enligt Catalogue of Life:
| Chondrostylis | \| \| Chondrostylis bancana \| \| \| \| \| \| Chondrostylis kunstleri \| \| \| \| |
|               | \| \| Chondrostylis bancana \| \| \| \| \| \| Chondrostylis kunstleri \| \| \| \| |
|               | Chondrostylis bancana                                                             |
|               |                                                                                   |
|               | Chondrostylis kunstleri                                                           |
|               |                                                                                   |